# Manuel Locatelli
Manuel Locatelli, né le 8 janvier 1998 à Lecco en Italie, est un footballeur international italien. Il évolue au poste de milieu de terrain à la Juventus FC.

## Biographie

### Carrière en club

#### Milan AC
Au début de la saison 2016-2017, lors du match contre Sassuolo mené 2-3, Locatelli remplace Riccardo Montolivo. Quelques minutes plus tard, il inscrit d'une volée son tout premier but avec le Milan AC. Les Lombards finissent par s'imposer sur le score de 4-3.
Lors du match opposant le Milan AC à la Juventus à San Siro, à l'occasion de la neuvième journée de Serie A de la saison 2016-2017, il ouvre le score depuis la droite de la surface d'un extérieur du pied droit exceptionnel[non neutre], qui trouve la lucarne opposée de Gianluigi Buffon. Ce but s'avère être le seul de la rencontre, donc celui qui permet aux siens de faire tomber la vieille dame, quintuple tenante du titre, et de monter sur le podium.
En décembre 2016, lors de la Supercoupe d'Italie entre l'AC Milan et la Juventus Turin à Doha, il remporte son premier trophée professionnel avec le club lombard.

#### US Sassuolo
Le 13 août 2018, Manuel Locatelli est prêté pour une saison à l'US Sassuolo avec obligation d'achat.

#### Juventus Turin (depuis 2021)
Le 17 août 2021, la Juventus Turin trouve un accord avec Sassuolo pour un transfert assorti d'un prêt de deux ans avec option d'achat de 35M€, bonus compris.
En novembre 2023, la Juventus annonce que le contrat de Locatelli fait l'objet d'une extension avec une clôture qui passe de juin 2026 à juin 2028.

### Carrière internationale
Avec les moins de 17 ans, il inscrit un but lors d'un match amical contre la Suède en octobre 2013. Par la suite, lors de l'année 2014, il délivre deux passes décisives, contre la Hongrie et l'Islande. Il participe ensuite au championnat d'Europe des moins de 17 ans 2015 organisé en Bulgarie. Lors de cette compétition, il joue cinq matchs. L'Italie se classe sixième du tournoi.
Avec les moins de 19 ans, il délivre deux passes décisives lors des éliminatoires du championnat d'Europe, contre la Macédoine (en) et Israël. Il dispute ensuite la phase finale du championnat d'Europe des moins de 19 ans 2016 qui se déroule en Allemagne. Lors de cette compétition, il joue quatre matchs. Il s'illustre en inscrivant un but en phase de poule contre l'Autriche (en). Les Italiens s'inclinent en finale face à l'équipe de France. Après le championnat d'Europe, il officie à plusieurs reprises comme capitaine de l'équipe.
Il reçoit sa première sélection avec les espoirs le 23 mars 2017, lors d'un match amical contre la Pologne (victoire 1-2). Il participe avec les espoirs à deux reprises au championnat d'Europe espoirs, en 2017 puis en 2019. Lors de l'édition 2017, il joue deux matchs. Les Italiens s'inclinent en demi-finale face à l'Espagne. Lors de l'édition 2019, il prend part à un seul match, contre la Belgique. À noter également, un but inscrit en mars 2019 lors d'une rencontre amicale face à la Croatie (2-2).
En septembre 2020, à l'occasion de la Ligue des nations, il est sélectionné pour la première fois par Roberto Mancini en équipe nationale, puis dispute son premier match à Amsterdam face aux Pays-Bas. En mars 2021, il inscrit son premier but avec la Squadra Azzura lors d'un match comptant pour les éliminatoires de la Coupe du monde 2022 face à la Bulgarie. Il est de nouveau convoqué par Mancini pour l'Euro 2020, et inscrit notamment un doublé lors du deuxième match de groupe face à la Suisse.

## Statistiques

### Statistiques détaillées
| Saison                | Club                  | Championnat           | Championnat | Championnat | Championnat | Coupe(s) nationale(s) | Coupe(s) nationale(s) | Coupe(s) nationale(s) | Supercoupe | Supercoupe | Supercoupe | Compétition(s) continentale(s) | Compétition(s) continentale(s) | Compétition(s) continentale(s) | Compétition(s) continentale(s) | Coupe du monde des clubs | Coupe du monde des clubs | Coupe du monde des clubs | Italie | Italie | Italie | Total | Total | Total |
| Saison                | Club                  | Division              | M.          | B.          | P.d.        | M.                    | B.                    | P.d.                  | M.         | B.         | P.d.       | Comp.                          | M.                             | B.                             | P.d.                           | M.                       | B.                       | P.d.                     | M.     | B.     | P.d.   | M.    | B.    | P.d.  |
| 2015-2016             | AC Milan              | Serie A               | 2           | 0           | 0           | -                     | -                     | -                     | -          | -          | -          | -                              | -                              | -                              | -                              | -                        | -                        | -                        | -      | -      | -      | 2     | 0     | 0     |
| 2016-2017             | AC Milan              | Serie A               | 25          | 2           | 0           | 2                     | 0                     | 0                     | 1          | 0          | 0          | -                              | -                              | -                              | -                              | -                        | -                        | -                        | -      | -      | -      | 28    | 2     | 0     |
| 2017-2018             | AC Milan              | Serie A               | 21          | 0           | 0           | 3                     | 0                     | 0                     | -          | -          | -          | C3                             | 9                              | 0                              | 1                              | -                        | -                        | -                        | -      | -      | -      | 33    | 0     | 1     |
| Sous-total            | Sous-total            | Sous-total            | 48          | 2           | 0           | 5                     | 0                     | 0                     | 1          | 0          | 0          | -                              | 9                              | 0                              | 1                              | -                        | -                        | -                        | -      | -      | -      | 63    | 2     | 1     |
| 2018-2019             | US Sassuolo           | Serie A               | 29          | 2           | 4           | 2                     | 1                     | 0                     | -          | -          | -          | -                              | -                              | -                              | -                              | -                        | -                        | -                        | -      | -      | -      | 31    | 3     | 4     |
| 2019-2020             | US Sassuolo           | Serie A               | 33          | 0           | 5           | 1                     | 0                     | 0                     | -          | -          | -          | -                              | -                              | -                              | -                              | -                        | -                        | -                        | -      | -      | -      | 34    | 0     | 5     |
| 2020-2021             | US Sassuolo           | Serie A               | 34          | 4           | 2           | -                     | -                     | -                     | -          | -          | -          | -                              | -                              | -                              | -                              | -                        | -                        | -                        | 15     | 3      | 2      | 49    | 7     | 4     |
| Sous-total            | Sous-total            | Sous-total            | 96          | 6           | 11          | 3                     | 1                     | 0                     | -          | -          | -          | -                              | -                              | -                              | -                              | -                        | -                        | -                        | 15     | 3      | 2      | 114   | 10    | 13    |
| 2021-2022             | Juventus FC           | Serie A               | 31          | 3           | 4           | 3                     | 0                     | 1                     | 1          | 0          | 0          | C1                             | 7                              | 0                              | 0                              | -                        | -                        | -                        | 9      | 0      | 0      | 51    | 3     | 5     |
| 2022-2023             | Juventus FC           | Serie A               | 32          | 0           | 2           | 4                     | 0                     | 0                     | -          | -          | -          | C1+C3                          | 5+8                            | 0+0                            | 0+0                            | -                        | -                        | -                        | -      | -      | -      | 49    | 0     | 2     |
| 2023-2024             | Juventus FC           | Serie A               | 35          | 1           | 4           | 4                     | 0                     | 1                     | -          | -          | -          | -                              | -                              | -                              | -                              | -                        | -                        | -                        | 4      | 0      | 0      | 43    | 1     | 5     |
| 2024-2025             | Juventus FC           | Serie A               | 36          | 2           | 2           | 2                     | 0                     | 0                     | 1          | 0          | 0          | C1                             | 9                              | 0                              | 0                              | 3                        | 0                        | 0                        | 2      | 0      | 0      | 53    | 2     | 2     |
| Sous-total            | Sous-total            | Sous-total            | 134         | 6           | 12          | 13                    | 0                     | 2                     | 2          | 0          | 0          | -                              | 29                             | 0                              | 0                              | 3                        | 0                        | 0                        | 15     | 0      | 0      | 196   | 6     | 14    |
| Total sur la carrière | Total sur la carrière | Total sur la carrière | 279         | 14          | 23          | 21                    | 1                     | 2                     | 3          | 0          | 0          | -                              | 38                             | 0                              | 1                              | 3                        | 0                        | 0                        | 30     | 3      | 2      | 374   | 18    | 28    |

### Buts internationaux
|   | Date         | Lieu                                          | Adversaire | Score | Résultat | Compétition                             |
| - | ------------ | --------------------------------------------- | ---------- | ----- | -------- | --------------------------------------- |
| 1 | 28 mars 2021 | Stade national Vassil-Levski, Sofia, Bulgarie | Bulgarie   | 0-2   | 0-2      | Éliminatoires de la Coupe du monde 2022 |
| 2 | 16 juin 2021 | Stade olympique de Rome, Rome, Italie         | Suisse     | 1-0   | 3-0      | Euro 2020                               |
| 3 | 16 juin 2021 | Stade olympique de Rome, Rome, Italie         | Suisse     | 2-0   | 3-0      | Euro 2020                               |

## Palmarès

### En club
| AC Milan - Supercoupe d'Italie - Vainqueur en 2016 Juventus - Coupe d'italie - Vainqueur en 2024 |

### En sélection
| Italie - Championnat d'Europe des -19 ans - Finaliste en 2016 - Championnat d'Europe - Champion en 2020 - Coupe des champions CONMEBOL–UEFA - Finaliste en 2022 - Ligue des nations de l'UEFA - Troisième en 2021 |